# Équipe de Turquie de football à 5
Maillots
Actualités
L’équipe de Turquie de football à 5 est constituée par une sélection des meilleurs joueurs turcs handisport sous l'égide de la Fédération de Turquie de football.

## Effectif actuel
Pour les Jeux paralympiques 2012 stats 
| Numéro / Nom       | Numéro / Nom         | Equipe actuelle           | Date de naissance | J.              |                 |                 |                 |                 |
| Gardiens de but    | Gardiens de but      | Gardiens de but           | Gardiens de but   | Gardiens de but | Gardiens de but | Gardiens de but | Gardiens de but | Gardiens de but |
| ------------------ | -------------------- | ------------------------- | ----------------- | --------------- | --------------- | --------------- | --------------- | --------------- |
| 1                  | Ali Hidir Kurt       | BOGES - Ankara            | 27.2.1979         | 1               | 0               |                 |                 |                 |
| 12                 | Ismail Koc           | Istanbul - GES Club       | 4.10.1971         | 0               | 0               |                 |                 |                 |
| Défenseurs         |                      |                           |                   |                 |                 |                 |                 |                 |
| 2                  | Mikail Guclu         | Istanbul - GES Club       | 1.12.1988         | 1               | 0               |                 |                 |                 |
| 5                  | Ali Cavdar           | Istanbul - GES Club       | 20.6.1980         | 1               | 0               |                 |                 |                 |
| 8                  | Vedat Yavuz          | Ordu - GES Club           | 3.2.1974          | 0               | 0               |                 |                 |                 |
| Milieux de terrain |                      |                           |                   |                 |                 |                 |                 |                 |
| 6                  | Ramazan Kunduz       | Tokat Erbag GES Club      | 7.4.1986          | 1               | 0               |                 |                 |                 |
| 7                  | Mucahit Huseyin Uslu | Ankara - Çankaya GES Club | 24.3.1989         | 1               | 0               |                 |                 |                 |
| Attaquants         |                      |                           |                   |                 |                 |                 |                 |                 |
| 9                  | Kahraman Kurbetoglu  | Malatya - GES Club        | 21.4.1984         | 1               | 0               |                 |                 |                 |
| 10                 | Ibrahim Uzum         | Gaziantep Zeugma GES Club | 1.4.1989          | 1               | 0               |                 |                 |                 |
| 11                 | Abdullah Sumer       | Kayseri -GES Club         | 20.1.1993         | 1               | 0               |                 |                 |                 |
| Sélectionneur      |                      |                           |                   |                 |                 |                 |                 |                 |
|                    | Yucel Kaya           |                           |                   |                 |                 |                 |                 |                 |